# دوري أبطال أوقيانوسيا 2013–14
دوري أبطال أوقيانوسيا 2013–14 هو الموسم 13 من  دوري أبطال أوقيانوسيا. أقيم خلال الفترة 15 أكتوبر 2013 وحتى 18 مايو 2014، والذي يشرف على تنظيمه اتحاد أوقيانوسيا لكرة القدم، وكان عدد الأندية المشاركة فيه  12، وفاز فيه نادي أوكلاند سيتي.